# Adrián López Rodríguez
 Adrián López Rodríguez, genannt Piscu (* 25. Februar 1987 in As Pontes de García Rodríguez), ist ein ehemaliger spanischer Fußballspieler.

## Werdegang
Piscu wechselte im Jahr 2001 von seinem Heimatverein CD As Pontes in die Jugendakademie von Deportivo La Coruña. Dort wurde er bis 2006 ausgebildet und erhielt anschließend einen Vertrag für die zweite Mannschaft des Vereins. Ab der Saison 2007/08 kam Piscu am 30. September 2007 im Spiel gegen RCD Mallorca erstmals auch für die Profis von Deportivo La Coruña, die zu dem Zeitpunkt in der höchsten spanischen Fußballliga, der Primera División, spielte, zum Einsatz. Ab der Saison 2008/09 erhielt Piscu dort einen Vertrag und gehörte seitdem zum Kader der Profimannschaft. Bei Deportivo konnte sich Piscu nicht als Stammspieler durchsetzen. Während der in der Übergangssaison 2007/08 noch 15 Einsätze zu verzeichnen hatte, kam er in den Saisons 2008/09 nur achtmal (ein Tor im Spiel gegen Valencia CF) und 2009/10 nur dreimal zum Zug. Im Sommer 2010 kam es zu Uneinigkeiten bezüglich der Vertragsmodalitäten zwischen dem Club und Piscu. Deportivo hatte den Vertrag durch Ziehen einer Vertragsoption verlängert, Piscu betrachtete sich allerdings als vereinslos und trainierte beim englischen Erstligisten Wigan Athletic mit. In der Winterpause der Saison 2010/11 verließ er nach einer Entscheidung des Fußballweltverbands FIFA den spanischen Verein und wechselte zum 31. Dezember 2010 zum englischen Erstligisten.
Auch in Wigan kam Piscu nicht über die Rolle des Ersatzspielers hinaus. In seiner ersten Saison für Athletic in der englischen Premier League kam er lediglich zu einem Einsatz gegen Manchester City. In den beiden Folgesaisons 2011/12 und 2012/13 kam er jeweils auf fünf Einsätze. Im Anschluss an die Saison 2012/13 verließ er Wigan Athletic und wechselte während der laufenden MLS-Saison 2013 zum kanadischen Franchise Montreal Impact, um die Kanadier in der Defensive zu verstärken. Allerdings gelang ihm auch in Montreal nicht der Durchbruch: Nach seinem Einsatz in der CONCACAF Champions League gegen den CD Heredia Jaguares aus Guatemala, in dem er nach einem rohen Foulspiel die rote Karte sah, verletzte er sich im Training am rechten Knie, sodass er für den Rest der Saison 2013 ausfiel und kein Ligaspiel bei den Kanadiern absolvieren konnte. Auch in den Saisons 2014 und 2015 kam er auf keinen Einsatz in der Major League Soccer, nur drei Partien für die Reservemannschaft in der USL Championship standen zu Buche.
Im Juli 2015 verließ er Montreal Impact wieder, um zum dänischen Erstligisten Aarhus GF zu wechseln. Dort spielte er ein Jahr und war dann bis zum August 2017 vereinslos, ehe ihn der FC Fredericia aus der dortigen 1. Division verpflichtete. Nach 16 Liga- sowie fünf Pokalspielen kehrte er im Sommer 2018 in seine Heimat Spanien zurück und schloss sich dem Viertligisten SD Compostela an. Seit 2019 ist kein neuer Verein mehr bekannt, so das von einem Karriereende des Spielers auszugehen ist.

## Erfolge
- Englischer Pokalsieger: 2013